# Grand Prix Kanady 1972
Grand Prix Kanady 1972 (oficiálně XII Labatt's Grand Prix of Canada) se jela na okruhu Canadian Tire Motorsport Park v Ontariu v Kanadě dne 24. září 1972. Závod byl jedenáctým v pořadí v sezóně 1972 šampionátu Formule 1.

## Závod
| Poř.   | No. | Jezdec               | Konstruktér  | Počet kol | Čas/Odstoupení    | Pořadí na startu | Body |
| ------ | --- | -------------------- | ------------ | --------- | ----------------- | ---------------- | ---- |
| 1      | 1   | Jackie Stewart       | Tyrrell-Ford | 80        | 1:43:16.9         | 5                | 9    |
| 2      | 19  | Peter Revson         | McLaren-Ford | 80        | + 48.2            | 1                | 6    |
| 3      | 18  | Denny Hulme          | McLaren-Ford | 80        | + 54.6            | 2                | 4    |
| 4      | 8   | Carlos Reutemann     | Brabham-Ford | 80        | + 1:00.7          | 9                | 3    |
| 5      | 11  | Clay Regazzoni       | Ferrari      | 80        | + 1:07.0          | 7                | 2    |
| 6      | 4   | Chris Amon           | Matra        | 79        | + 1 kolo          | 10               | 1    |
| 7      | 22  | Tim Schenken         | Surtees-Ford | 79        | + 1 kolo          | 13               |      |
| 8      | 7   | Graham Hill          | Brabham-Ford | 79        | + 1 kolo          | 17               |      |
| 9      | 29  | Carlos Pace          | March-Ford   | 78        | Nedostatek paliva | 18               |      |
| 10     | 15  | Howden Ganley        | BRM          | 78        | + 2 kola          | 14               |      |
| 11     | 5   | Emerson Fittipaldi   | Lotus-Ford   | 78        | + 2 kola          | 4                |      |
| 12     | 10  | Jacky Ickx           | Ferrari      | 76        | + 4 kola          | 8                |      |
| 13     | 28  | Henri Pescarolo      | March-Ford   | 73        | + 7 kol           | 21               |      |
| Ret    | 6   | Reine Wisell         | Lotus-Ford   | 65        | Motor             | 16               |      |
| DSQ    | 26  | Niki Lauda           | March-Ford   | 64        | Diskvalifikován   | 19               |      |
| DSQ    | 25  | Ronnie Peterson      | March-Ford   | 61        | Diskvalifikován   | 3                |      |
| NC     | 27  | Mike Beuttler        | March-Ford   | 59        | Neklasifikován    | 24               |      |
| Ret    | 2   | François Cevert      | Tyrrell-Ford | 51        | Převodovka        | 6                |      |
| Ret    | 16  | Peter Gethin         | BRM          | 25        | Zavěšení          | 12               |      |
| NC     | 33  | Skip Barber          | March-Ford   | 24        | Neklasifikován    | 22               |      |
| Ret    | 14  | Jean-Pierre Beltoise | BRM          | 21        | Únik oleje        | 20               |      |
| Ret    | 17  | Bill Brack           | BRM          | 20        | Přetočení         | 23               |      |
| Ret    | 9   | Wilson Fittipaldi    | Brabham-Ford | 5         | Převodovka        | 11               |      |
| Ret    | 23  | Andrea de Adamich    | Surtees-Ford | 2         | Převodovka        | 15               |      |
| DNS    | 31  | Derek Bell           | Tecno        |           | Nehoda v tréninku | 25               |      |
| Zdroj: |     |                      |              |           |                   |                  |      |

## Průběžné pořadí po závodě
Pohár jezdců
|        | Pořadí | Jezdec             | Body |
| ------ | ------ | ------------------ | ---- |
|        | 1      | Emerson Fittipaldi | 61   |
| 1      | 2      | Jackie Stewart     | 36   |
| 1      | 3      | Denny Hulme        | 35   |
|        | 4      | Jacky Ickx         | 25   |
|        | 5      | Peter Revson       | 23   |
| Zdroj: |        |                    |      |

Pohár konstruktérů
|        | Pořadí | Konstruktér  | Body |
| ------ | ------ | ------------ | ---- |
|        | 1      | Lotus-Ford   | 61   |
|        | 2      | McLaren-Ford | 45   |
|        | 3      | Tyrrell-Ford | 42   |
|        | 4      | Ferrari      | 31   |
|        | 5      | Surtees-Ford | 18   |
| Zdroj: |        |              |      |